# Premis Oscar de 2001
Els Premis Oscar de 2001 (en anglès: 74th Academy Awards) foren presentats el dia 24 de març de 2002 en una cerimònia realitzada al Kodak Theatre de la ciutat de Los Angeles.
L'esdeveniment fou presentat, per quarta vegada, per l'actriu i comediant Whoopi Goldberg.

## Curiositats
La pel·lícula més nominada de la nit fou El Senyor dels Anells: La Germandat de l'Anell de Peter Jackson amb 13 nominacions, i tot i que fou la més guardonada de la nit amb quatre premis únicament aconseguí imposar-se en premis tècnics. La gran guanyadora de la nit fou Una ment meravellosa de Ron Howard que amb 8 nominacions aconseguí guanyar-ne també quatre: millor pel·lícula, director, actriu secundària i guió adaptat.
Denzel Washington aconseguí guanyar el premi a millor actor per la seva interpretació a Training day: dia d'entrenament d'Antoine Fuqua, esdevenint el segon actor negre en aconseguir aquest fet després de Sidney Poitier amb Els lliris dels prats en l'edició de 1963. Per la seva banda, Halle Berry aconseguí guanyar el premi a millor actriu per la seva interpretació en Monster's Ball de Marc Forster, esdevenint la primera actriu afroamericana en aconseguir aquest fet.
Nominades per les seves interpretacions d'Iris Murdoch a la pel·lícula Iris de Richard Eyre, Judi Dench en la seva etapa adulta i Kate Winslet en la seva etapa jove aconseguiren sengles nominacions a millor actriu i millor actriu secundària respectivament.
En aquesta edició s'introduí la categoria de millor pel·lícula d'animació. Per primera vegada una pel·lícula animada, Shrek, que es feu amb el premi a millor pel·lícula d'animació, rebé també una nominació a millor guió adaptat.

## Premis
A continuació es mostren les pel·lícules que varen guanyar i que estigueren nominades a l'Oscar l'any 2001:
| Millor pel·lícula | Millor direcció |
| --- | --- |
| - Una ment meravellosa (Brian Grazer i Ron Howard per Imagine Entertainment) - Gosford Park (Robert Altman, Bob Balaban i David Levy per Shepperton Studios i Capitol Films) - A l'habitació (Ross Katz, Todd Field i Graham Leader per Good Machine, Eastern Standard Film Company i GreeneStreet Films) - Moulin Rouge! (Baz Luhrmann, Fred Baron i Martin Brown per Bazmark Productions i Angel Studios) - El Senyor dels Anells: La Germandat de l'Anell (Peter Jackson, Fran Walsh i Barrie M. Osborne per WingNut Films i The Saul Zaentz Company) | - Ron Howard per Una ment meravellosa - Ridley Scott per Black Hawk abatut - Robert Altman per Gosford Park - David Lynch per Mulholland Dr. - Peter Jackson per El Senyor dels Anells: La Germandat de l'Anell |
| Millor actor | Millor actriu |
| - Denzel Washington per Training day: dia d'entrenament com a Alonzo Harris - Russell Crowe per Una ment meravellosa com a John Forbes Nash - Sean Penn per I Am Sam com a Sam Dawson - Will Smith per Ali com a Muhammad Ali - Tom Wilkinson per A l'habitació com a Dr. Matthew Fowler | - Halle Berry per Monster's Ball com a Leticia Musgrove - Judi Dench per Iris com a Iris Murdoch - Nicole Kidman per Moulin Rouge! com a Satine - Sissy Spacek per A l'habitació com a Ruth Fowler - Renée Zellweger per Bridget Jones's Diary com a Bridget Jones |
| Millor actor secundari | Millor actriu secundària |
| - Jim Broadbent per Iris com a John Bayley - Ethan Hawke per Training day: dia d'entrenament com a Officer Jake Hoyt - Ben Kingsley per Sexy Beast com a Don Logan - Ian McKellen per El Senyor dels Anells: La Germandat de l'Anell com a Gandalf - Jon Voight per Ali com a Howard Cosell | - Jennifer Connelly per Una ment meravellosa com a Alicia Nash - Helen Mirren per Gosford Park com a Jane Wilson - Maggie Smith per Gosford Park com a Constance Trentham - Marisa Tomei per A l'habitació com a Natalie Strout - Kate Winslet per Iris com a Iris Murdoch |
| Millor guió original | Millor guió adaptat |
| - Julian Fellowes per Gosford Park - Guillaume Laurant i Jean-Pierre Jeunet per Amélie - Christopher Nolan i Jonathan Nolan per Memento - Milo Addica i Will Rokos per Monster's Ball - Wes Anderson i Owen Wilson per The Royal Tenenbaums | - Akiva Goldsman per Una ment meravellosa (sobre hist. de Sylvia Nasar) - Daniel Clowes i Terry Zwigoff per Ghost World (sobre còmic de Daniel Clowes) - Todd Field i Robert Festinger per A l'habitació (sobre hist. d'Andre Dubus) - Peter Jackson, Fran Walsh i Philippa Boyens per El Senyor dels Anells: La Germandat de l'Anell (sobre hist. de J. R. R. Tolkien) - Ted Elliott, Terry Rossio, Joe Stillman i Roger S. H. Schulman per Shrek (sobre hist. de William Steig) |
| Millor pel·lícula de parla no anglesa | Millor pel·lícula d'animació |
| - Ničija zemlja de Danis Tanović (Bòsnia-Herzegovina) - Amélie de Jean-Pierre Jeunet (França) - Elling de Petter Ness (Noruega) - Lagaan d'Ashutosh Gowariker (Índia) - El hijo de la novia de Juan José Campanella (Argentina) | - Shrek d'Aron Warner - Jimmy Neutron: El nen inventor de John A. Davis i Steve Oedekerk - Monsters, Inc. de Pete Docter i John Lasseter |
| Millor banda sonora | Millor cançó original |
| - Howard Shore per El Senyor dels Anells: La Germandat de l'Anell - John Williams per A.I. Artificial Intelligence - John Williams per Harry Potter i la pedra filosofal - James Horner per Una ment meravellosa - Randy Newman per Monsters, Inc. | - Randy Newman (música i lletra) per Monsters, Inc. ("If I Didn't Have You") - Enya, Nicky Ryan i Roma Ryan (música i lletra) per El Senyor dels Anells: La Germandat de l'Anell ("May It Be") - Diane Warren (música i lletra) per Pearl Harbor ("There You'll Be") - Sting (música i lletra) per Kate & Leopold ("Until...") - Paul McCartney (música i lletra) per Vanilla Sky ("Vanilla Sky")                                                                                 |
| Millor fotografia | Millor maquillatge |
| - Andrew Lesnie per El Senyor dels Anells: La Germandat de l'Anell - Bruno Delbonnel per Amélie - Sławomir Idziak per Black Hawk abatut - Roger Deakins per The Man Who Wasn't There - Donald M. McAlpine per Moulin Rouge! | - Peter Owen i Richard Taylor per El Senyor dels Anells: La Germandat de l'Anell - Greg Cannom i Colleen Callaghan per Una ment meravellosa - Maurizio Silvi i Aldo Signoretti per Moulin Rouge! |
| Millor direcció artística | Millor vestuari |
| - Catherine Martin; Brigitte Broch per Moulin Rouge! - Aline Bonetto; Marie-Laure Valla per Amélie - Stephen Altman; Anna Pinnock per Gosford Park - Stuart Craig; Stephenie McMillan per Harry Potter i la pedra filosofal - Grant Major; Dan Hennah per El Senyor dels Anells: La Germandat de l'Anell | - Catherine Martin i Angus Strathie per Moulin Rouge! - Milena Canonero per El misteri del collaret - Jenny Beavan per Gosford Park - Judianna Makovsky per Harry Potter i la pedra filosofal - Ngila Dickson i Richard Taylor per El Senyor dels Anells: La Germandat de l'Anell |
| Millor muntatge | Millor so |
| - Pietro Scalia per Black Hawk abatut - Mike Hill i Daniel P. Hanley per Una ment meravellosa - Dody Dorn per Memento - Jill Bilcock per Moulin Rouge! - John Gilbert per El Senyor dels Anells: La Germandat de l'Anell | - Michael Minkler, Myron Nettinga i Chris Munro per Black Hawk abatut - Vincent Arnardi, Guillaume Leriche i Jean Umansky per Amélie - Andy Nelson, Anna Behlmer, Roger Savage i Guntis Sics per Moulin Rouge! - Greg P. Russell, Peter J. Devlin i Kevin O'Connell per Pearl Harbor - Christopher Boyes, Michael Semanick, Gethin Creagh i Hammond Peek per El Senyor dels Anells: La Germandat de l'Anell                                                                       |
| Millors efectes visuals | Millors efectes sonors |
| - Jim Rygiel, Randall William Cook, Richard Taylor i Mark Stetson per El Senyor dels Anells: La Germandat de l'Anell - Dennis Muren, Scott Farrar, Stan Winston i Michael Lantieri per A.I. Artificial Intelligence - Eric Brevig, John Frazier, Ed Hirsh i Ben Snow per Pearl Harbor | - Christopher Boyes i George Watters II per Pearl Harbor - Gary Rydstrom i Michael Silvers per Monsters, Inc. |
| Millor documental | Millor curtmetratge documental |
| - Un coupable idéal de Jean-Xavier de Lestrade i Denis Poncet - Children Underground d'Edet Belzberg - LaLee's Kin: The Legacy of Cotton de Susan Froemke i Deborah Dickson - Promises de Justine Shapiro i B.Z. Goldberg - War Photographer de Christian Frei | - Thoth de Sarah Kernochan i Lynn Appelle - Artists and Orphans: A True Drama de Lianne Klapper McNally - Sing! de Freida Lee Mock i Jessica Sanders |
| Millor curtmetratge | Millor curtmetratge d'animació |
| - The Accountant de Ray McKinnon i Lisa Blount - Copy Shop de Virgil Widrich - Gregors größte Erfindung de Johannes Kiefer - Meska sprawa de Slawomir Fabicki i Bogumil Godfrejow - Speed for Thespians de Kalman Apple i Shameela Bakhsh | - For the Birds de Ralph Eggleston - Fifty Percent Grey de Ruairí Robinson i Seamus Byrne - Give Up Yer Aul Sins de Cathal Gaffney i Darragh O’Connell - Strange Invaders de Cordell Barker - Stubble Trouble de Joseph E. Merideth |

## Premi Honorífic

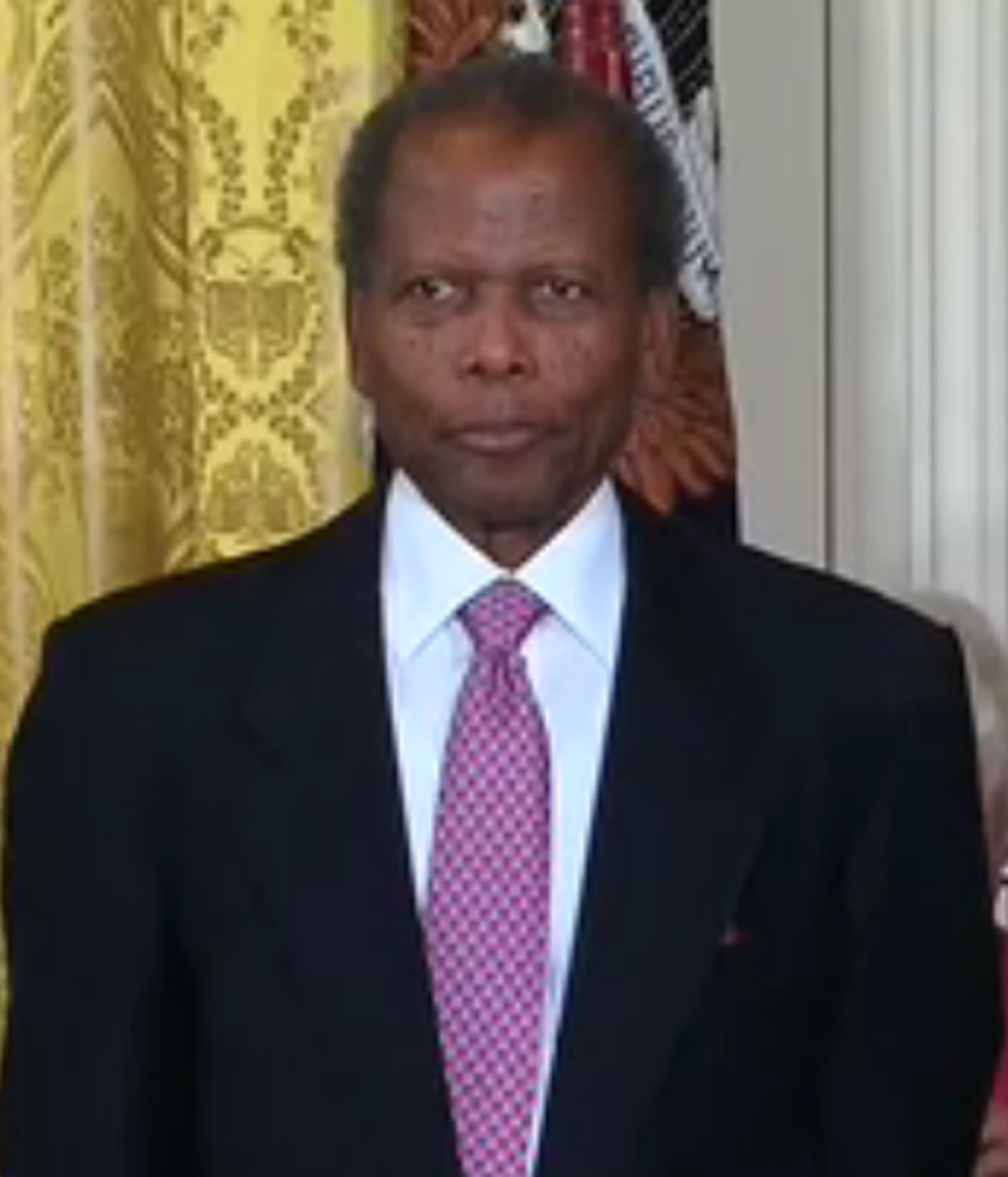
Sidney Poitier el 2009.

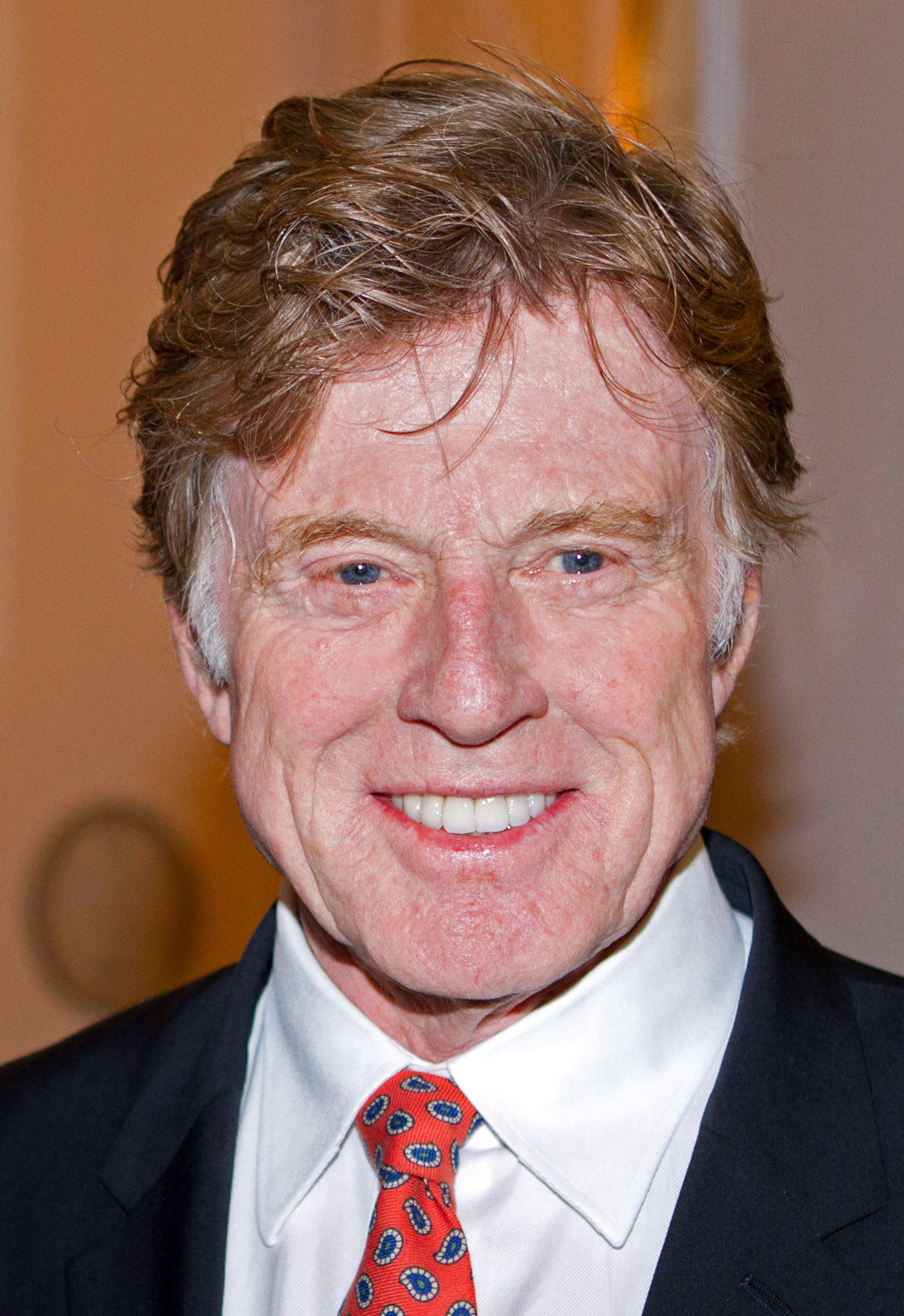
Robert Redford.

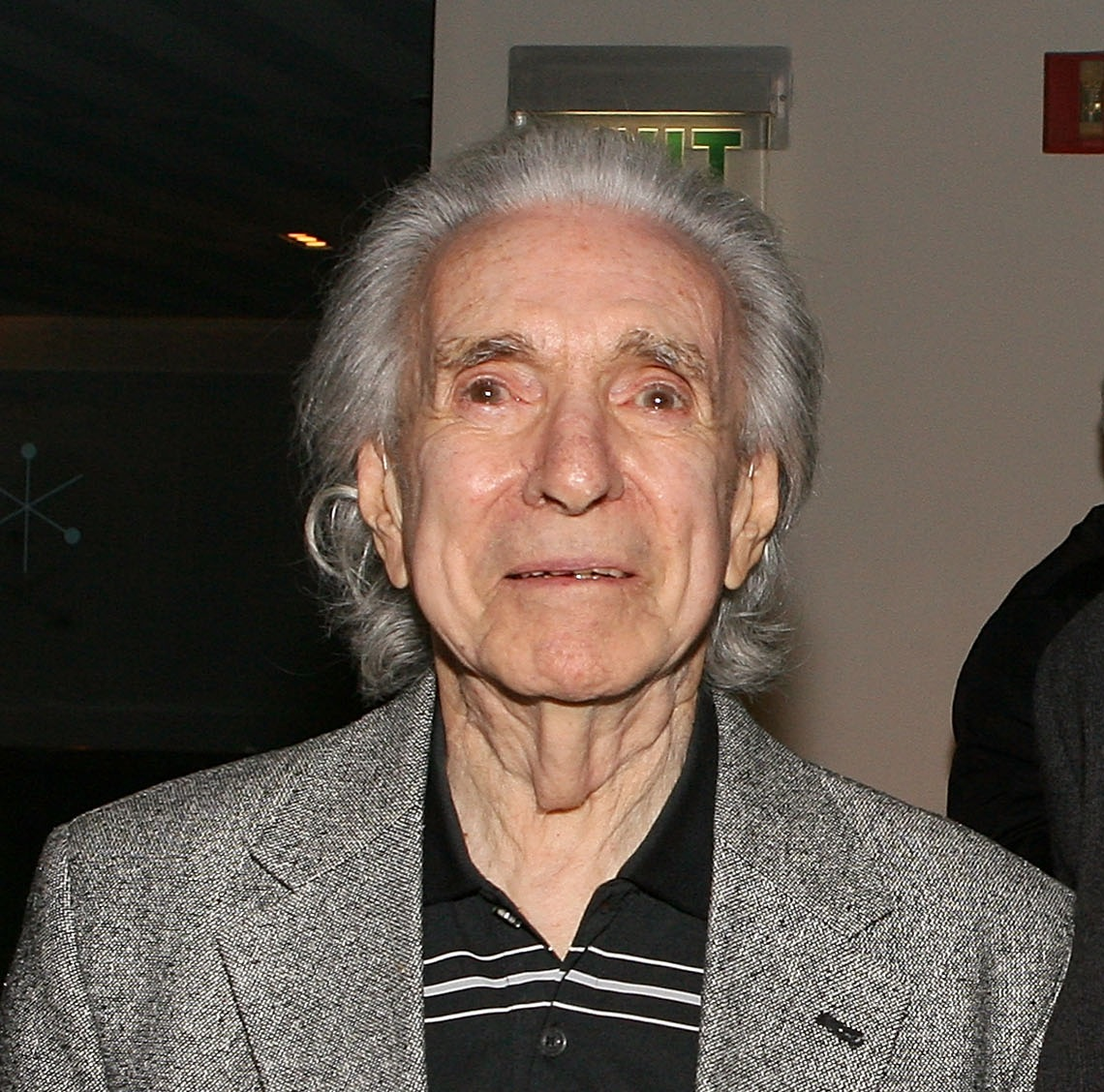
Arthur Hiller el 2011.

- Sidney Poitier - per les seves actuacions extraordinàries i presència única a la pantalla, i per representar la indústria amb dignitat, estil i intel·ligència. [estatueta]
- Robert Redford - actor, director, productor, creador del Festival de Cinema de Sundance, font d'inspiració per innovadors independents i realitzadors a tot arreu. [estatueta]

## Premi Humanitari Jean Hersholt
- Arthur Hiller

## Premi Gordon E. Sawyer
- Ed Di Giulio

## Presentadors
| Nom                              | |
| -------------------------------- | --- |
| Glenn Close Donald Sutherland    | Anunciadors dels premis                                                                              |
| Tom Cruise                       | Muntatge d'Errol Morris sobre les seves memòries del cinema                                          |
| Benicio del Toro                 | Millor actriu secundària                                                                             |
| Frank Pierson (president AMPAS)  | Benvinguda                                                                                           |
| Will Smith                       | Millor muntatge                                                                                      |
| Ryan Phillippe Reese Witherspoon | Millor maquillatge                                                                                   |
| Whoopi Goldberg                  | Presentació del segment A l'habitació, nominada a millor pel·lícula                                  |
| Ben Stiller Owen Wilson          | Millor vestuari                                                                                      |
| Woody Allen                      | Presentació del muntatge realitzat per Nora Ephron sobre la ciutat de Nova York                      |
| Jodie Foster                     | Millor fotografia                                                                                    |
| Whoopi Goldberg                  | Presentació del segment Gosford Park, nominada a millor pel·lícula                                   |
| Helen Hunt                       | Presentació del muntatge realitzat per Penelope Spheeris sbore el món dels documentals               |
| Samuel L. Jackson                | Millor documental i millor curtmetratge documental                                                   |
| Cameron Diaz                     | Millor direcció artística                                                                            |
| Charlize Theron (gravat)         | Premis Científics i Tècnics i Premi Gordon E. Sawyer                                                 |
| Nathan Lane                      | Millor pel·lícula d'animació                                                                         |
| Halle Berry                      | Millor so i millors esfectes de so                                                                   |
| Marcia Gay Harden                | Millor actor secundari                                                                               |
| Whoopi Goldberg                  | Presentació del segment El Senyor dels Anells: La Germandat de l'Anell, nominada a millor pel·lícula |
| Ian McKellen Maggie Smith        | Introducció al Cirque du Soleil                                                                      |
| Kirsten Dunst Tobey Maguire      | Millors efectes visuals                                                                              |
| Ali MacGraw Ryan O'Neal          | Premi Humanitari Jean Hersholt a Arthur Hiller                                                       |
| Ben Kingsley                     | Introducció a la interpretació de segments de les bandes sonores nominades                           |
| Sandra Bullock Hugh Grant        | Millor Banda sonora                                                                                  |
| Walter Mirisch Denzel Washington | Premi Honorífic a Sidney Poitier                                                                     |
| Hugh Jackman Naomi Watts         | Millor curtmetratge i millor curtmetratge d'animació                                                 |
| Josh Hartnett                    | Introducció a la interpretació de les cançons nominades                                              |
| Jennifer Lopez                   | Millor cançó                                                                                         |
| Ethan Hawke Gwyneth Paltrow      | Millor guió adaptat i millor guió original                                                           |
| Sharon Stone John Travolta       | Millor pel·lícula de parla no anglesa                                                                |
| Kevin Spacey                     | Presentació del tribut In Memoriam                                                                   |
| Whoopi Goldberg                  | Presentació del segment Moulin Rouge!, nominada a millor pel·lícula                                  |
| Barbra Streisand                 | Premi Honorífic a Robert Redford                                                                     |
| Russell Crowe                    | Millor actriu                                                                                        |
| Whoopi Goldberg                  | Presentació del segment Una ment meravellosa, nominada a millor pel·lícula                           |
| Julia Roberts                    | Millor actor                                                                                         |
| Mel Gibson                       | Millor direcció                                                                                      |
| Tom Hanks                        | Millor pel·lícula                                                                                    |

### Actuacions
| Nom                       | Paper                        | Peça                                                          |
| ------------------------- | ---------------------------- | ------------------------------------------------------------- |
| John Williams             | Arranjador musical Conductor | Orquestra                                                     |
| Cirque du Soleil          | Intèrprets                   | Tribut als efectes visuals                                    |
| Sting                     | Intèrpret                    | "Until..." de Kate & Leopold                                  |
| Enya                      | Intèrpret                    | "May it Be" de El Senyor dels Anells: La Germandat de l'Anell |
| John Goodman Randy Newman | Intèrprets                   | "If I Didn't Have You" de Monsters, Inc.                      |
| Faith Hill                | Intèrpret                    | "There You'll Be" de Pearl Harbor                             |
| Paul McCartney            | Intèrpret                    | "Vanilla Sky" de Vanilla Sky                                  |

## Múltiples nominacions i premis
| Premis | Pel·lícula                                     |
| ------ | ---------------------------------------------- |
| 13     | El Senyor dels Anells: La Germandat de l'Anell |
| 8      | Una ment meravellosa                           |
| 8      | Moulin Rouge!                                  |
| 7      | Gosford Park                                   |
| 5      | A l'habitació                                  |
| 5      | Amélie                                         |
| 4      | Black Hawk abatut                              |
| 4      | Monsters, Inc.                                 |
| 4      | Pearl Harbor                                   |
| 3      | Harry Potter i la pedra filosofal              |
| 3      | Iris                                           |
| 2      | A.I. Artificial Intelligence                   |
| 2      | Ali                                            |
| 2      | Memento                                        |
| 2      | Monster's Ball                                 |
| 2      | Shrek                                          |
| 2      | Training day: dia d'entrenament                |

| Premis | Pel·lícula                                     |
| ------ | ---------------------------------------------- |
| 4      | Una ment meravellosa                           |
| 4      | El Senyor dels Anells: La Germandat de l'Anell |
| 2      | Black Hawk abatut                              |
| 2      | Moulin Rouge!                                  |